# George Spencer-Churchill, 6.º Duque de Marlborough
George Spencer-Churchill, 6.º Duque de Marlborough (27 de dezembro de 1793 — 1º de julho de 1857) foi um nobre e político britânico. Ele era o filho mais velho de George Spencer-Churchill, 5.º Duque de Marlborough e de Lady Susan Stewart.

## Educação e carreira
Nascido em Bill Hill, um propriedade situada em Hurst, Berkshire, que seu pai estava alugando à época. Entre 1805 e 1811, ele foi educado em Eton College, Londres, e mais tarde em Christ Church, na Universidade de Oxford. Em 15 de junho de 1814, George recebeu um doutoramento em Direito Civil de Oxford. Ele foi um membro do parlamento (conservador) por Chippenham (1818-1820) e por Woodstock (1826-1835 & 1838-1840). Também exerceu o cargo de lorde-tenente de Oxfordshire entre 1842 e 1857.

## Casamentos e filhos
O Duque de Marlborough casou-se, primeiramente, com Lady Jane Stewart, filha de George Stewart, 8.º Conde de Galloway, a 13 de janeiro de 1819. Eles tiveram quatro filhos:
- Lady Louisa Spencer-Churchill (c. 1820–1882), casou-se com o Hon. Robert Spencer, filho de Francis Spencer, 1.º Barão Churchill de Whichwood.
- Sir John Winston Spencer-Churchill, 7.º Duque de Marlborough (1822–1883)
- Lorde Alfred Spencer-Churchill (1824–1893), casou-se com Hon. Harriet Gough-Calthorpe, filha de Frederick Gough-Calthorpe, 4° Barão Calthorpe.
- Lorde Alan Spencer-Churchill  (1825–1873, casou-se com Rosalind Dowker.

Sua segunda esposa foi Hon. Charlotte Augusta Flower, filha de Henry Flower, 4.º Visconde Ashbrook, com quem se casou em 10 de junho de 1846. Eles tiveram dois filhos:
- Lorde Almeric Athelstan Spencer-Churchill   (1847-1856), morreu jovem.
- Lady Clementina Augusta Spencer-Churchill (1848-1886), casou-se com John Pratt, 3.º Visconde Camden.

Ele casou-se, pela terceira vez, com Jane Francis Clinton Stewart, uma neta de John Stewart, 7.º Conde de Galloway, no dia 18 de outubro de 1851. Eles tiveram um filho:
- Lorde Edward Spencer-Churchill (1853-1911), casou-se com Augusta Warbuton, filha de Elizabeth Hanbury, Baronesa Northwick.

## Morte
O Duque de Marlborough morreu em 1857, aos 63 anos, no Palácio de Blenheim.